# Automeris celata
Automeris celata é uma espécie de mariposa do gênero Automeris, da família Saturniidae.
Sua ocorrência foi registrada na Costa Rica, Colômbia, México e Panamá.